# أكجكال (تجاجت)
أكجكال هو دُوَّار يقع بجماعة سبت النابور، إقليم سيدي إفني، جهة كلميم واد نون في المملكة المغربية. ينتمي الدوّار لمشيخة تجاجت التي تضم 55 دوار. يقدر عدد سكانه بـ 138 نسمة حسب الإحصاء الرسمي للسكان والسكنى لسنة 2004.

## روابط خارجية
- البوابة الوطنية للجماعات الترابية
- المندوبية السامية للتخطيط